# Christoph Schumann (Sportjournalist)

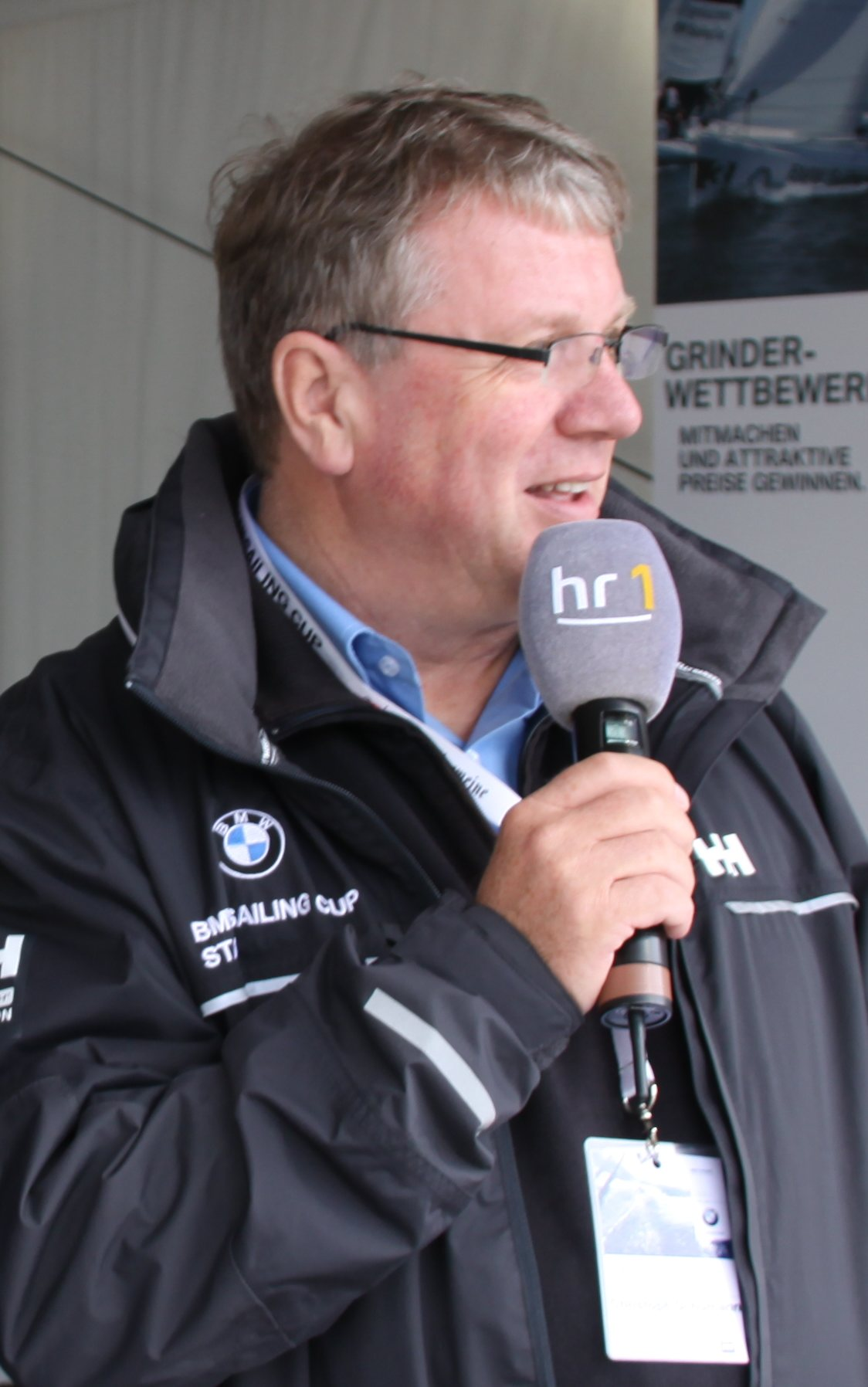
Christoph Schumann moderiert den BMW Sailing Cup in Frankfurt

Christoph Schumann (* 15. Mai 1949 in Brokstedt) ist ein deutscher Sportjournalist, -kommentator, Buchautor und Moderator von Großveranstaltungen. Sein Schwerpunkt liegt im Segelsport.

## Leben
Der Sohn eines Pastors lebte in verschiedenen Orten in Schleswig-Holstein, seit 1965 in Hamburg. Durch einen Onkel, der eine Segelschule leitete, kam Schumann zum Segeln. Um ihn in der Schule zu motivieren, stellten ihm die Eltern einen Segelkurs in Aussicht, den er im Unterschied zum betreffenden Schuljahr mit Erfolg absolvierte. Zwischen 1965 und 1970 erwarb er alle Segelführerscheine bis hin zum Sporthochseeschiffer-Zeugnis an der Seefahrtschule Hamburg. Ab 1967 war Schumann Saisonlehrer und ab 1970 Schiffsführer an der Hanseatischen Yachtschule im Quellental in Glücksburg bei Flensburg. Nach dem Abitur belegte er ein Studium von Geografie und Sport an der Universität Hamburg fürs höhere Lehramt.
Er ist lizenzierter Segellehrer und Prüfer für Wassersportführerscheine. Ab 1976 leitete er die Hamburger Yacht-Schule an der Außenalster. Zwischen 1978 und 2009 arbeitete Schumann als Redakteur bei der Zeitschrift Yacht mit unterschiedlichen Aufgaben zwischen Sport, Reportagen und Seemannschaft. Bei dem Fastnet-Rennen von 1979, als bei der Segelregatta für Hochseeyachten im Ärmelkanal vor England und im Atlantik vor der Küste Irlands ein Orkan viele Schiffe zum Kentern brachte und 15 Teilnehmer und vier weitere Segler starben, machte sich Schumann einen Namen als kenntnisreicher und anekdotenfester Berichterstatter.
1980 stand er zum ersten Mal vor einem Mikrofon bei der Messe boot in Düsseldorf, die er als Moderator bis 2015 begleitete und dort als „Stimme des Wassersports“ verabschiedet wurde. Heute ist Schumann Freiberufler als Sportkommentator und arbeitete von 1992 bis 2020 für den TV-Sender Eurosport. Als Moderator trat er seit 1985 bei der Kieler Woche, der Sail Bremerhaven, beim Hafengeburtstag Hamburg (seit 1994), bei der Hanse Sail, bei Bootsmessen sowie bei Match Races und beim 150-jährigen Jubiläum der Deutschen Gesellschaft zur Rettung Schiffbrüchiger in Bremerhaven sowie bei den Extreme 40 Sailing Series in Hamburg auf. Schließlich war er 13 Jahre Mitglied in der Crew des Hamburger Hafenkonzertes bei NDR 90,3.
Als Nachfolger des bekannten und langjährigen Hafenfest-Sprechers Carlheinz Hollmann hat er sich seit 1994 nie gesehen und wollte ihn daher auch nicht kopieren. Bei der Rücktrittsankündigung Hollmanns hatten viele – und auch er – gedacht, dass dieser auf Bitten weitermachen würde, wodurch er das an ihn selbst gemachte Angebot im ersten Moment nicht unbedingt ernst nahm. Inzwischen wurde er 28 Mal mit der Moderation für den „Hafengeburtstag Hamburg“ beauftragt.
Christoph Schumann wechselte 2018 nach 25 Jahren im Vorstand des DHH (Deutscher Hochseesportverband Hansa e. V.) bis 2021 in den DHH-Verwaltungsrat, war von 2001 bis 2021 im Präsidium des VDS (Verband Deutscher Sportjournalisten e. V.) und ist im Vorstand des VHS (Verein Hamburger Sportjournalisten e. V).
Er ist mit seiner Frau Corinna, die er als Teilnehmerin eines von ihm geleiteten Segelkurses kennenlernte, verheiratet und hat zwei Töchter.
Ende 2010 wurde Schumann mit einer schweren Blutvergiftung ins Universitätsklinikum Hamburg-Eppendorf eingewiesen. Die Ärzte entschieden sich dazu, den rechten Unterschenkel zu entfernen. Seit dieser Zeit ist die Mobilität stark eingeschränkt. Auf öffentliche Auftritte verzichtete Schumann immer häufiger, gab die Messe boot und die Mitarbeit bei Eurosport auf, verzichtete auf Auftritte im NDR und gab als letztes im Jahr 2020 die Moderation beim Hafengeburtstag Hamburg auf.

## Schriften
- Lehrbuch: Das ist Segeln. Delius-Klasing Verlag, Bielefeld 1996, ISBN 3-7688-0922-6
- Lehr-CD-ROM: Segeln lernen interaktiv. Delius-Klasing Verlag, Bielefeld 1995, ISBN 3-7688-9500-9
- Lehrvideo: Segeln lernen leicht gemacht. Delius-Klasing Verlag, Bielefeld